# Skid Row (amerykański zespół muzyczny)
Skid Row – amerykański zespół rockowy.
Skid Row to amerykański zespół hardrockowy/metalowy, założony w 1986 roku w Toms River w stanie New Jersey. Oryginalnie w skład zespołu wchodzili: Dave „Snake” Sabo, Rachel Bolan, Sebastian Bach, Scotti Hill i Rob Affuso.
Do roku 2007, Skid Row wydał pięć długogrających albumów, jedno EP, jedną kompilację oraz jeden album koncertowy. Popularność zespół zdobył pierwszymi dwoma albumami zatytułowanymi Skid Row oraz Slave to the Grind, które są uznawane za najlepsze i najlepiej znane albumy zespołu. Ich ostatni album studyjny, Revolutions per Minute, został wydany 24 października 2006 roku. Do dziś grupa sprzedała ponad 20 milionów płyt na całym świecie.
Skid Row często jest uznawany za zespół glamrockowy, głównie za sprawą brzmienia ich pierwszego albumu, Skid Row, na którym pojawiły się takie hity jak: „18 and Life", „Youth Gone Wild” i „I Remember You”. Jednak wkrótce zespół zmienił styl na heavy metal z elementami hard rocka. 

## Historia

### Początki, pierwszy album (1986–1990)
Rok po założeniu zespołu i pierwszych zmianach personalnych (Matta Fallona zastąpił Sebastian 'Baz' Bach), Grupa zaczęła koncertować w klubach na wschodnim wybrzeżu USA.
Dzięki pomocy swojego przyjaciela, Jona Bon Jovi, w 1988 Dave podpisał kontrakt dla Skid Row z wytwórnią Atlantic Records. Zespół od razu nagrał pierwszy album Skid Row, który pojawił się w sklepach w styczniu 1989 roku i okazał się gigantycznym sukcesem. Płyta osiągnęła status pięciokrotnej platyny, głównie dzięki singlom promującym płytę: „18 and Life", „I Remember You” oraz „Youth Gone Wild”. Zespół ruszył w trasę koncertową.

### Era „Slave to the Grind” (1991–1992)
Skid Row powrócił do studia w roku 1990; zaowocowało to ich drugim albumem studyjnym Slave to the Grind, który miał premierę w czerwcu 1991 roku. Album zadebiutował jako numer 1 na amerykańskich listach przebojów. Slave to the Grind odniosło wielki sukces a  Skid Row ponownie ruszył w ogólnoświatową trasę koncertową trwającą ponad rok, podczas której grupa supportowała Guns N' Roses. W roku 1991 oraz pojawiła się na festiwalu w Castle Donington w 1992. Slave to the Grind było całkowitą odmianą dla zespołu.Skid Row był typowym albumem hard-glamrockowym, podczas gdy Slave to the Grind miał dużo cięższe brzmienie, praktycznie thrashmetalowe. Wystarczy przesłuchać piosenki takie jak „Mudkicker” czy chociażby tytułową ścieżkę. Album był ostro krytykowany i zniknął z list przebojów, ale i tak otrzymał podwójną platynę od RIAA.

### Era „Subhuman Race", przerwa (1993–1998)
Po trasie koncertowej promującej Slave to the Grind i przed nagraniem 3 płyty Skid Row postanowił odpocząć. Dopiero po roku, w 1994, grupa powraca do studia zmieniając jednocześnie producenta z Wagenera na Boba Rocka (producenta sław takich jak Metallica, Mötley Crüe czy The Offspring). Album pojawia się w marcu 1995 roku, niespodzianką jest, że od razu pojawia się w top 40. Jednakże nie powtórzył on sukcesu Skid Row czy Slave to the Grind; kilka singli z tego albumu stało się hitami ale praktycznie ich teledyski nie były emitowane przez MTV.
W 1997 roku z grupy zostaje wyrzucony Sebastian Bach.
Zastąpił go Sean McCabe. Mimo że grupa nigdy nie została oficjalnie rozwiązana, pozostali członkowie przeszli do zespołu Ozone Monday w 1998.

### Era po odejściu Bacha (1999–dziś)
Skid Row zebrał się ponownie w 1999 roku z nowym wokalistą Johnym Sollingerem oraz perkusistą Charliem Millsem. Mills niedługo później opuścił zespół i został zastąpiony przez Phila Varone'a, byłego członka Saigon Kick. Po powrocie na scenę, wyruszyli w trasę oraz zagrali z takimi sławami lat 80. jak Kiss czy Poison. Koncertowali co roku przez całe lato. W 2002 byli częścią trasy Rock Never Stops Tour.
W roku 2003 Skid Row wydał 4. długogrający album studyjny Thickskin. Pierwszy album na którym grali Solinger i Varone oraz pierwszy album studyjny od ośmiu lat. Po wydaniu albumu Varone opuścił zespół i został zastąpiony przez obecnego perkusistę – Dave’a Gara.
Piąty (najnowszy) album Skid Row, Revolutions per Minute, wydany został 24 października 2006 przez wytwórnię SPV Records. Producentem był Michael Wagener, człowiek który wyprodukował ich dwa pierwsze albumy – Skid Row i Slave to the Grind. Skid Row obecnie ma trasę koncertową po Europie. W Kwietniu 2015 roku na wokalu Solinger został zastąpiony przez Tony’ego Harnella, z którym zespół ponownie nagrał kawałek 18 and life.

## Członkowie zespołu
Pełna lista składów zespołu Skid Row od roku 1986 do dziś:

## Dyskografia

### Albumy studyjne
- Skid Row (1989)
- Slave to the grind (1991)
- B-Side Ourselves (EP) (1992)
- Subhuman race (1995)
- Thickskin (2003)
- Revolutions per Minute (2006)
- United World Rebellion: Chapter One (2013)
- The Gang's All Here (2022)[3]

### Kompilacje i albumy koncertowe
- Subhuman Beings on Tour (1995)
- 40 seasons: The Best of Skid Row (1998)

### Single
- „Youth Gone Wild” (1989 album „Skid Row”)
- „18 and Life” (1989 album „Skid Row”)
- „I Remember You” (1989 album „Skid Row”)
- „Monkey Business” (1991 album „Slave to the Grind”)
- „Slave to the Grind” (1991 album „Slave to the Grind”)
- „Wasted Time” (1991 album „Slave to the Grind”)
- „In a Darkened Room” (1991 album „Slave to the Grind”)
- „Youth Gone Wild” / „Delivering the Goods” (1992 album „B-Side Ourselves”)
- „My Enemy” (1995 album „Subhuman Race”)
- „Breakin' Down” (1995 album „Subhuman Race”)
- „Into Another” (1995 album „Subhuman Race”)

## Wideografia

### DVD i VHS
- Oh Say Can You Scream (1992)
- Road Kill (1993)
- No F*cking Frills (1993)
- Under the Skin (2003)

## Teledyski
- 18 and Life
- Youth Gone Wild
- I Remember You
- Slave to the Grind
- In a Darkened Room
- Monkey Business
- Wasted Time
- Into Another
- Breakin' Down
- Quicksand Jesus
- My Enemy
- Psycho Therapy (with Rachel Bolan on voc.)
- Little Wing
- Ghost (with Johnny Solinger on voc.)